# Литвиново (Щолковський міський округ)
Литви́ново (рос. Литвиново) — селище у складі Щолковського міського округу Московської області, Росія.

## Населення
Населення — 2464 особи (2010; 2525 у 2002).
Національний склад (станом на 2002 рік):
- росіяни — 96 %